# Tipula aluco
Tipula aluco är en tvåvingeart som beskrevs av Alexander 1918. Tipula aluco ingår i släktet Tipula och familjen storharkrankar. Inga underarter finns listade i Catalogue of Life.